# Isodiametra earnhardti
Isodiametra earnhardti är en plattmaskart som först beskrevs av Hooge och Smith 2004.  Isodiametra earnhardti ingår i släktet Isodiametra och familjen Isodiametridae. Inga underarter finns listade i Catalogue of Life.